# Kurisakia ailanthi
Kurisakia ailanthi är en insektsart. Kurisakia ailanthi ingår i släktet Kurisakia och familjen långrörsbladlöss.

## Underarter
Arten delas in i följande underarter:
- K. a. ailanthi
- K. a. sawagarumii